# Айб (школа)
Школа «Айб» (арм. «Այբ» դպրոց) — учебное заведение в Ереване. Открыта в 2011 году Образовательным фондом «Айб», по своему юридическому статусу является фондом (официальное название фонд «Образовательный узел “Айб”») и неправительственной структурой. Школа названа в честь первой буквы армянского алфавита (Армянский: Այբ). Девиз школы - «Знай и создавай» (Армянский: Իմա եւ արա). Старшая школа «Айб» – первый социальный проект в негосударственной сфере Армении: более 70% учащихся ежегодно получают стипендию (компенсацию платы за обучение). Руководство школы осуществляет Попечительский совет, возглавляемый Рубеном Арутюняном. Директор школы - Давид Саакян.

## История
Образовательный фонд " Айб " с момента создания (2006 г.) осуществил углубленные предметные курсы для старшеклассников, основал современные учебные лаборатории в школах разных областей Армении, организовал любимые международные школьные конкурсы в Армении и Арцахе, провел переподготовку учителей, разработал методологию преподавания, перевел на армянский язык некоторые из лучших учебников мира, разработал и апробировал системы единообразия образования и управления образовательной структурой и т.д. Основываясь на пятилетнем опыте всех этих образовательных программ и инициатив, было принято решение основать новую армянскую школу, удовлетворяющую все современные образовательные требования и основанную на лучших достижениях армянской письменности.
В январе 2008 года программа школы «Айб» была представлена президенту и правительству Армении. В январе 2010 года правительство Армении на своем первом заседании приняло решение выделить образовательному фонду «Айб» 6,5 га земли, прилегающих к Тбилисскому шоссе в Ереване для реализации программы «Образовательный узел Айб» (школа «Айб»). Узел рассчитан на 800 учащихся, обучающихся по 3-ступенчатой системе – начальная (1-4 классы), средняя (5-9 классы) и старшая (10-12 классы) школа.
В 2011 году открылся первый компонент школы «Айб» — старшая школа «Айб». Открытие школы и ее создание профинансировали частные благотворители из разных уголков мира. Старшая школа «Айб» - первая социальная программа в сфере армянского негосударственного образования, где ученикам присуждается стипендия (компенсация стоимости обучения) из стипендиального фонда, образованного из пожертвований благотворителей. Благодаря социальной составляющей учеба в школе «Айб» доступна всем поступившим детям.
В 2013 году началась деятельность начальной, а в 2014 году - средней школы.
В 2013 году в Дилижане, благодаря сотрудничеству образовательного фонда «Айб» и Центрального банка Армении, открылась вторая школа, принадлежащая семье школ «Айб»- Центральная школа Дилижана.
В 2015 году, в сотрудничестве с Массачусетским Технологическим институтом, при центральных школах «Айб» и Дилижана открылись первые две мастерские-лаборатории в Армении — фаблабы, которые позволяют сделать образование прикладным.

## Архитектура
При строительстве образовательного узла «Айб» (школа «Айб») в архитектурном проекте учитывались современные развития школьного строительства и мировой опыт. В будущем узел «Айб»  станет своеобразным маленьким образовательным поселком со всеми его инфраструктурами: школой, фаблабом, центром науки и технологий, церковью и общинным центром, детским садом, спортивным комплексом, общежитиями, озелененными территориями и т.д.
Он занимает площадь в 6,95 га по адресу Тбилисское шоссе 11/11. Сегодня школа имеет три корпуса общей площадью 7000 квадратных метров, оснащенные современными учебными технологиями, лабораториями роботики, химии, физики и биологии, мастерской-лабораторией, спортзалом и концертным залом.
Образовательный узел «Айб» в ближайшие несколько лет будет развиваться построением и задействованием новых компонентов. Уже утверждены архитектурный проект и генеральный план всего образовательного поселка под авторством архитектурной студии «Сторакет».

## Образовательная программа
Преподавание в школе «Айб» является частью армянской образовательной программы «Араратский бакалавриат» (АБ), разработанной Образовательным фондом «Айб».
АБ — это глобально конкурентоспособная, требовательная учебная программа, разработанная для современных государственных и частных учебных заведений. АБ разработан специально для армянских школ, и поэтому преподавание программы АБ ведется на армянском языке. В программе АБ сочетаются ряд основных предметов, включая математику, естественные науки, историю, социальные науки, языки и искусство.
В 2016 году Национальное агентство Великобритании по признанию и квалификации (СКВ НАПС) признало АБ эквивалентом британской квалификации школы GCE A Level и American Advanced Placement, и в том же году Правительство Республики Армения утвердило АБ в качестве государственной образовательной программы в Армении.
То, что АБ признали эквивалентом вышеуказанным квалификациям и признание в Армении государственной общеобразовательной программой позволяет всем учащимся, обучающимся по программе, сдавать выпускные экзамены на армянском языке.
В школе «Айб» оценивание осуществляется посредством описательной обратной связи (англ. feedback). В «Айб» для оценивания используется 100-балльная шкала. В школе «Айб» нет дневников и журналов. Вместо этого используется электронная система Мудл (англ. feedback).

## Миссия
Своей миссией школа «Айб» считает формирование поколений образованных, высоконравственных молодых людей, сознающих свою идентичность и наделённых чувством ответственности.

## Девиз
Девиз школы «Айб» - «Има ев ара»/ «Понимай и делай».
В этом девизе, в переводе с древнеармянского означающем «Понимай и делай», обобщена философия школы «Айб».

## Проектное обучение
Проектное обучение (Project-based learning) - одна из определяющих особенностей учебного плана (образовательного куррикулума) Араратского бакалавриата. Оно разворачивается вокруг проектов и руководствуется принципом «учиться, делая». Модель обучения была внедрена в школе «Айб» в 2015 году.
В рамках этого формата учащиеся формируют команды и реализуют крупномасштабные, долгосрочные проекты, направленные на решение реальных проблем, стоящих перед обществом. В ходе реализации проектов у учащихся развивается ряд умений и навыков: деловое мышление, чувство ответственности, навыки командной работы, умения управлять временем, планировать работу и распределять её в соответствии с приоритетами и многие другие. Благодаря проектному обучению студенты, пробуя свои силы в той или иной сфере, ориентируются в выборе будущей профессии.
В рамках проектного обучения в школе «Айб» ежегодно работает 10-12 тематических кружков, например, «Документальный театр» (театральное искусство), «Подкастинг» (запись подкастов), «Фаблаб» (робототехника), «Медиа-эксперты» (журналистика, медиаграмотность), F8 (фотография), «Студия» (изобразительное искусство), «Рокестр» (оркестр) и др.

## Стипендиальная система
Школа «Айб» – неправительственный социальный проект в сфере образования. Чтобы создать равные возможности для всех поступивших учащихся вне зависимости от финансовых возможностей их родителей, в старшей школе «Айб» действует система стипендий. Стипендию (компенсацию платы за обучение) от Фонда «Айб» ежегодно получают более 75% учащихся старшей школы «Айб».

## Статистика
За свою 10-летнюю историю школа «Айб» обрела человеческий капитал в лице 370 выпускников (по состоянию на июль 2021г.). Многие учатся в престижных университетах Армении и за рубежом. На выпускников есть высокий спрос на рынке труда, некоторые также основали собственный бизнес. В школе обучается 477 учеников (по состоянию на сентябрь 2021г.), являющиеся как гражданами РА, так и иностранных государств (около 10% от общего числа). В этом учебном году 86% учащихся старшей школы «Айб» получили стипендии (компенсацию оплаты за обучение).